# Chocolat belge
 (juin 2010).
 (mai 2011).
Si vous disposez d'ouvrages ou d'articles de référence ou si vous connaissez des sites web de qualité traitant du thème abordé ici, merci de compléter l'article en donnant les références utiles à sa vérifiabilité et en les liant à la section « Notes et références ».

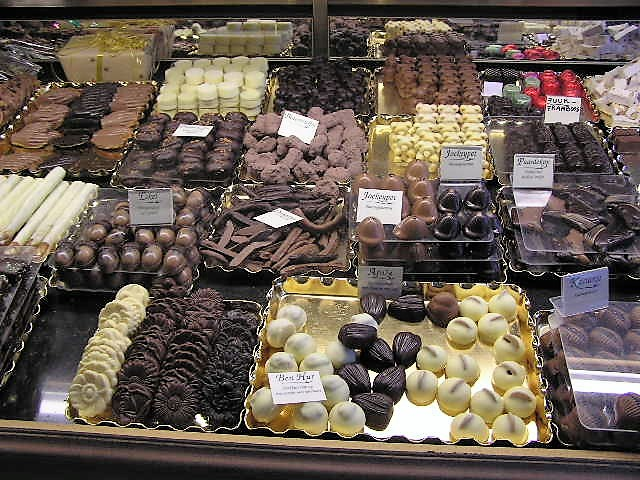
Boutique de chocolats à Anvers en Belgique.

Le chocolat belge est une spécialité gastronomique belge.  Avec 500 chocolatiers et 2000 boutiques de chocolats en Belgique (soit une pour 5 500 habitants) en 2015, le Belge consomme en moyenne 8 kilos de chocolat par personne et par an, l’un des taux les plus élevés dans le monde. La Belgique produit 650 000 tonnes de chocolat par an, la majorité destinée à l'exportation. C'est l'un des symboles de la qualité belge dans le monde. L'endroit où l'on vend le plus de chocolat au monde est d'ailleurs l'aéroport de Bruxelles, la capitale de la Belgique.

## Histoire
L'histoire du chocolat belge est très ancienne. À l'époque des Pays-Bas espagnols, le port d'Anvers était déjà approvisionné en cacao en provenance de l'empire espagnol. Les marchands juifs et protestants ont fui à Amsterdam à la fin du XVIe siècle puis tissé un réseau de livraison au départ de la petite île antillaise de Curaçao. Les premières traces de cacao en Belgique ont été retrouvées à Gand en 1635, dans l'abbaye de Baudeloo, où il est l'objet de cadeau offert par les moines. À l'époque, le cacao est uniquement apprécié comme une boisson de luxe pour la famille royale et les aristocrates. Une anecdote, dont on ne retrouve aucune trace historique, veut qu'en 1679, le maire de Zurich, Henri Escher, goûte avec délice sa première tasse de chocolat chaud à Bruxelles et décide d'en exporter la recette en Suisse, qui est devenue aujourd'hui le principal concurrent du chocolat belge.
Les siècles suivants, la consommation de la décoction et du chocolat solide se démocratise. Vers la fin du XVIIIe siècle, il est aussi utilisé pour réaliser des desserts en cuisine. Plusieurs centres de production de chocolat se développent à travers tout le pays : Adolphe Meurisse en 1831 fabrique du chocolat à Anvers. Antoine Jacques est le premier à vendre des bâtons de chocolat en 1831 de même. La compagnie Berwaerts crée la première tablette de chocolat en 1840. En 1857, Jean Neuhaus ouvre à Bruxelles une pharmacie. Il a l'idée d'envelopper ses médicaments d’une couche de chocolat pour en dissimuler le goût amer. La première chocolaterie belge est née.

## Les variétés
- La praline : c'est l'une des spécialités belges les plus connues. Il s'agit de bouchées au chocolat fourré, inventées en 1912 par Jean Neuhaus Junior. Elle est à base de sucre caramélisé enrobé de chocolat blanc, noir ou au lait. L'artisan va fabriquer les pralines en grande partie à la main, surtout en ce qui concerne la décoration, chacune reçoit une touche personnelle lui donnant une saveur unique.[réf. nécessaire]

On peut aujourd'hui les classer par famille.
- le mendiant : à base de chocolat, d'amande, de noisette et de lamelles d'orange ;
- la gayette de Charleroi : truffe pur beurre enrobée de chocolat fondant et roulée dans du sucre.

## Les marques et chocolatiers
- Bruyerre
- Callebaut
- Corné Port Royal
- Côte d'Or
- Jean-Philippe Darcis
- Duval
- Galler
- Godiva
- Grand-Place
- Guylian
- Jacques
- Kwatta
- Léonidas
- Pierre Marcolini
- Meurisse
- Neuhaus
- NewTree
- Victoria